# Devavarmã
Devavarmã foi o quinto imperador do Império Máuria, dinastia que se estendeu num período de tempo entre o ano de 324 a.C. e o ano 184 a.C. Governou entre o ano 202 a.C. e o ano 195 a.C. Foi antecedido no trono por Saliçuca e sucedido por Satadanva.